# Jean-Joseph-Victor de Castellane-Adhémar
Pour les articles homonymes, voir Castellane (homonymie).
Pour les autres membres de la famille, voir Famille de Castellane.
Jean-Joseph-Victor de Castellane-Adhémar (né à Marseille le 10 février 1748, mort à Rome le 7 novembre 1788) est un ecclésiastique français qui est évêque de Senez de 1783 à 1788.

## Biographie
Jean-Joseph-Victor de Castellane-Adhémar, né à Marseille, fils de Jean Victor de Castellane-Adhémar, chevalier de Castellane (1701-1773), et de Thérèse Françoise de Mallet (1729-1768), appartient à la famille de Castellane, l'une des plus anciennes lignées nobles de Provence. D'abord vicaire général de Senez sous Jean Baptiste de Beauvais, il devient chanoine de l'église métropolitaine, puis vicaire général de l'archidiocèse d'Aix.
Après la renonciation de Sixte Louis Constant Ruffo de Bonneval, il est nommé en 1783 évêque de Senez, confirmé le 25 juin 1784 et consacré en juillet à Paris par le cardinal Jean de Dieu-Raymond de Boisgelin de Cucé, archevêque d'Aix. Il prend possession de son diocèse, mais son épiscopat est bref car il meurt à Rome, à l'âge de 41 ans, dès le 7 novembre 1788.